# Triangle rosa

El triangle rosa, símbol amb el qual es marcava els homosexuals en els camps d'extermini nazis.

El triangle rosa és un dels símbols més coneguts de la comunitat LGBTQ+. El triangle va sorgir a l'Alemanya nazi, era el símbol amb el qual es marcava els homosexuals en els camps de concentració nazis. Recorda l'extermini d'homosexuals durant el nazisme i ha estat utilitzat per la lluita en contra de la discriminació i violència per motiu d'orientació sexual, identitat de gènere i expressió de gènere.

## Història
Als camps d'extermini, cada presoner portava un distintiu que designava la raó del seu internament. Per als homosexuals, era el triangle rosa o el triangle negre. De tots els grups exterminats pel règim nazi, és el grup que més sovint la història exclou quan es parla d'aquest període de la història. No tots els presoners que portaven un triangle rosa eren necessàriament homosexuals. De vegades, estaven casats i solament havien tingut relacions homosexuals ocasionals. També bastava una delació segons el paràgraf 175 d'un rival professional o relacional. No tots els homosexuals acabaven als camps d'extermini: la majoria dels casos "només" van ser empresonats. També, fora de l'espai del Reich, els nazis eren menys vehements contra els homosexuals: com més es debilitessin els pobles “decadents” per aplicar usos no procreatius, millor. Quan la sang alemanya no es "pol·luïa" i els aris infantaven més sovint que els altres pobles, tot estava endreçat al feixisme.
No és fàcil determinar el nombre d'homosexuals que van ser torturats i assassinats. Ja que era una condició que era més fàcil d'amagar que la de ser jueus o gitanos i que la persecució tossuda es limitava al Reich, però el nombre s'estima entre unes 5.000 i 15.000 víctimes. L'únic triangle rosa conservat, el d'en Josef K. (àlies Heinz Heger), es troba al United States Holocaust Memorial Museum a Washington DC.
Després de la guerra, els portadors de la insígnia rosa van trobar moltes dificultats per a obtenir una compensació al sofriment i la pèrdua de temps per al càlcul dels drets socials. Així, a Àustria van denegar-los qualsevol indemnització, perquè «eren culpables d'un delicte que era un delicte abans, durant i després de l'ocupació nazi». De fet, a Àustria, el sexe consensual entre persones del mateix sexe, només va ser descriminalitzat el 1971. Els funcionaris van aconsellar a Josef K. de bescanviar el triangle rosa per un de vermell (presoner polític) “més fàcil”, que introduïa la seva deposició. Josef K. hi va refusar.

## Iconografia
Des de l'inici dels anys 70 del segle xx, el triangle rosa va esdevenir un insigne distintiu d'orgull del moviment per a l'emancipació dels gais i lesbianes. Tot i continuar mantenint el seu significat, com a símbol va perdre pes davant de la bandera de l'arc de Sant Martí, que va internacionalitzar-se.
El triangle rosa va inspirar els dissenyadors de diversos monuments de la persecució dels homosexuals al món. El primer va ser l'Homomonument a Amsterdam, d'altres es troben a Berlín, Montevideo, Sydney i San Francisco. El 20 de març de 2011, la ciutat de Barcelona va inaugurar el seu monument triangular al parc de la Ciutadella.

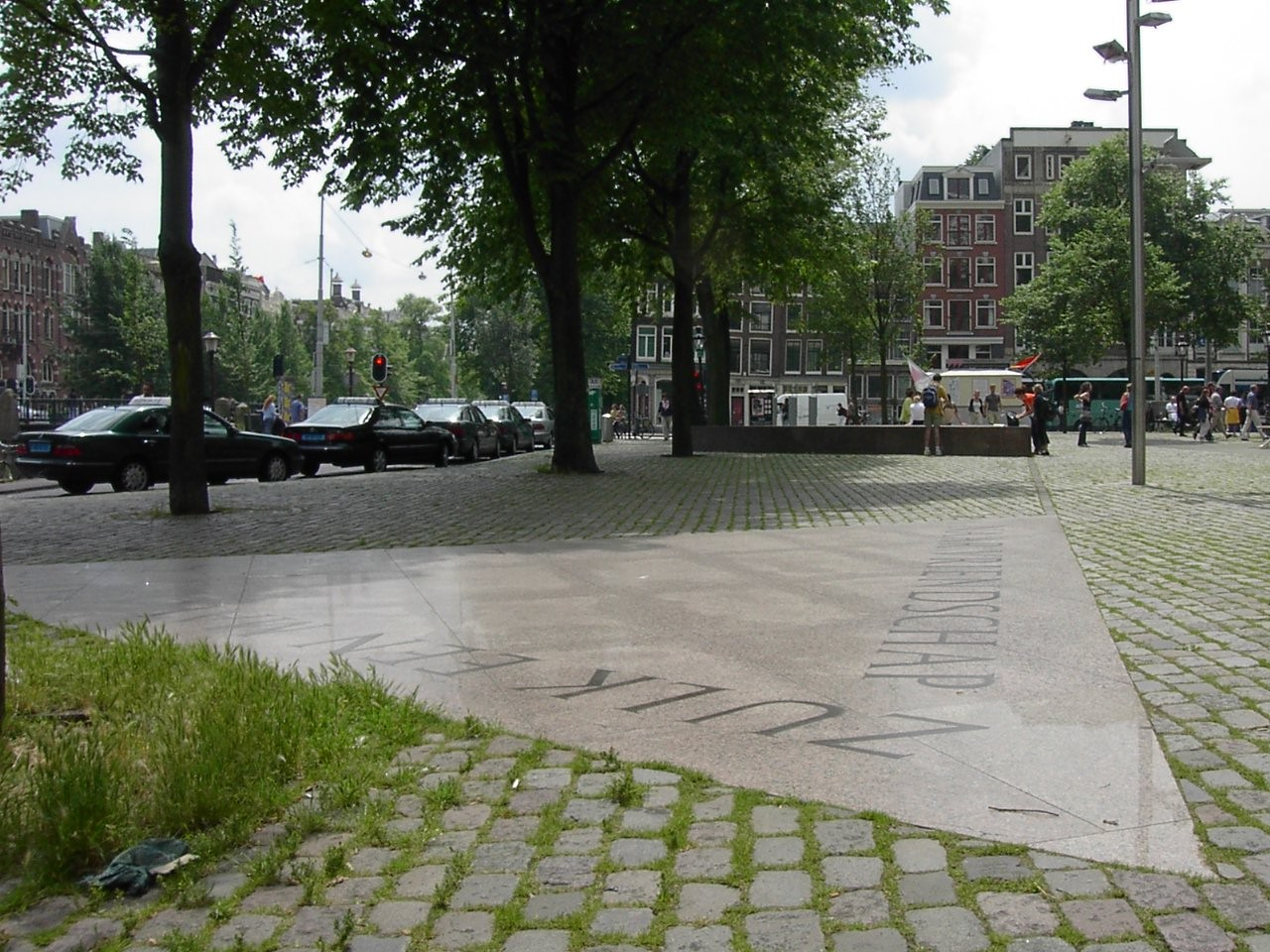
Triangle rosa de l'Homomonument a Amsterdam, cisellat amb un vers de Jacob Israël de Haan “Un desig d'amistat fora mesura”
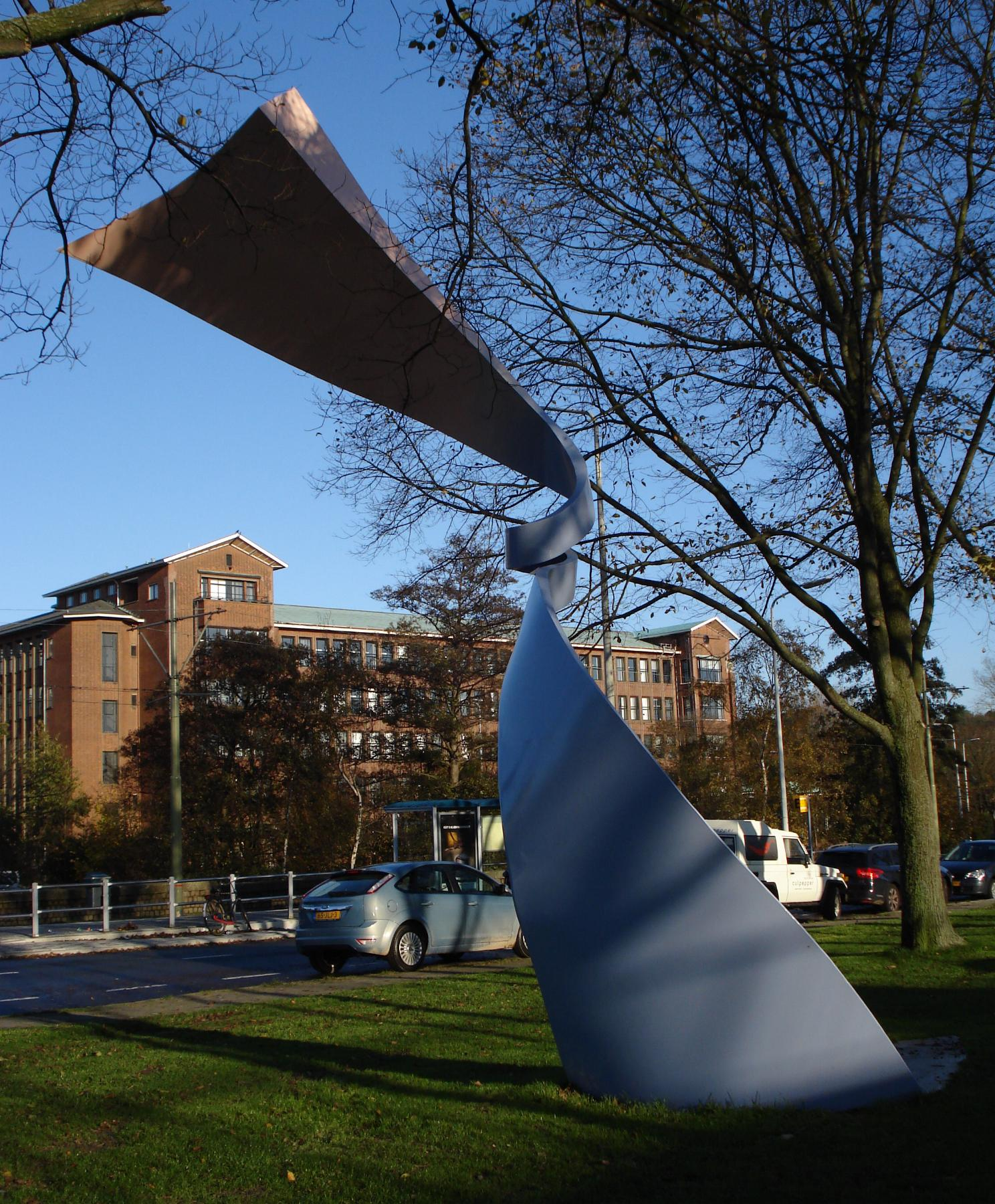
El monument de La Haia
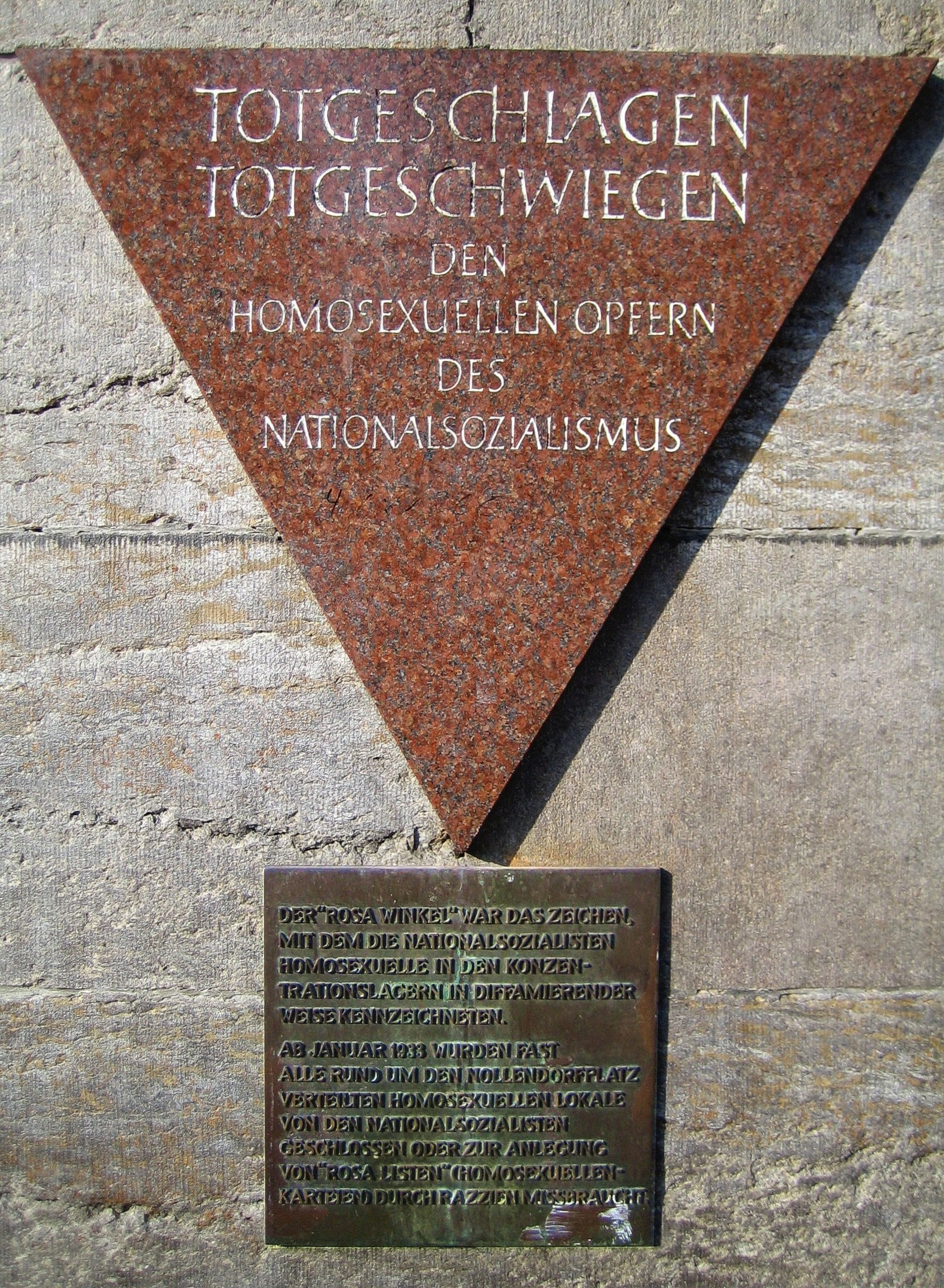
Monument a la plaça Nollendorf a Berlín
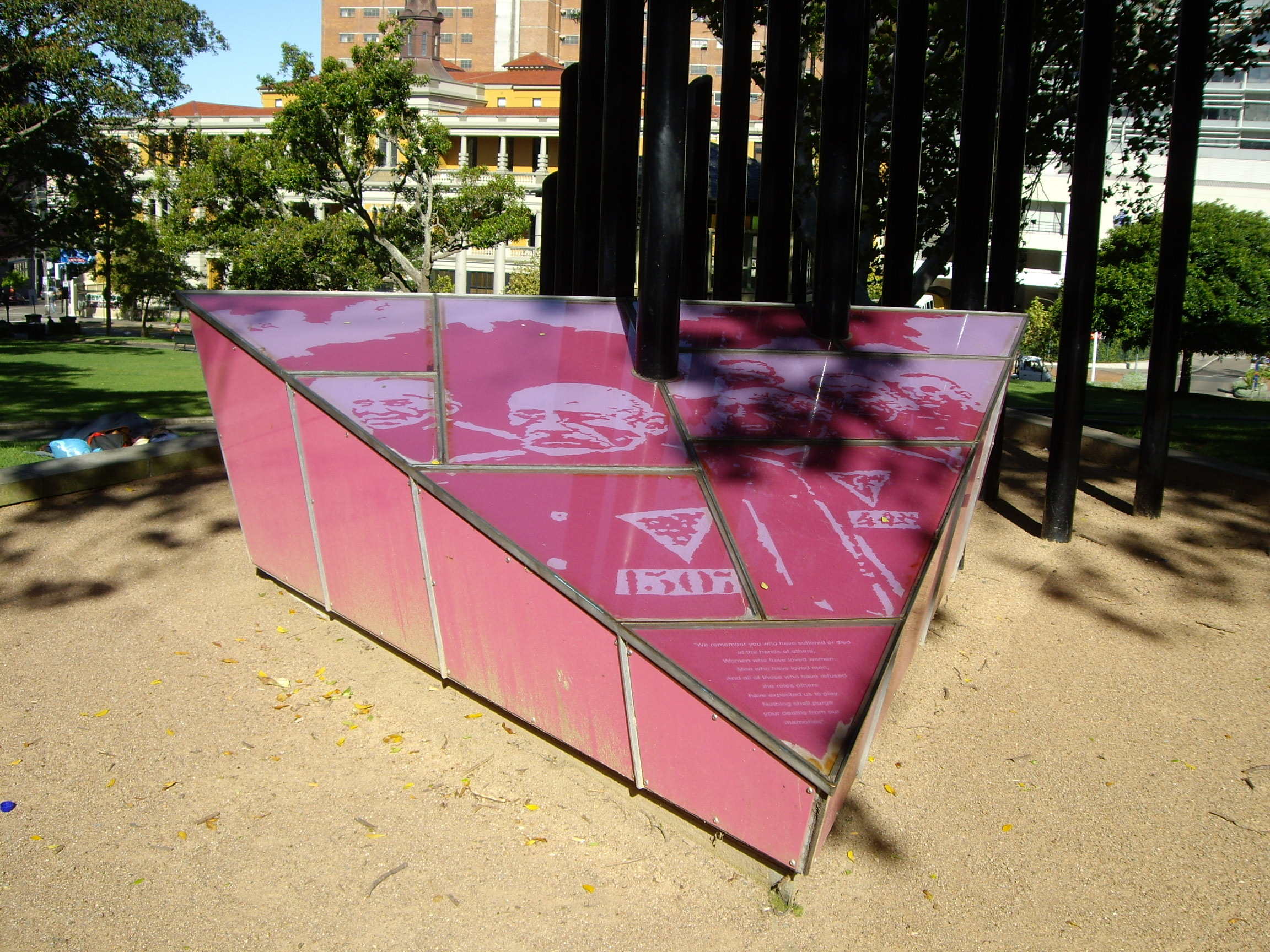
Sydney
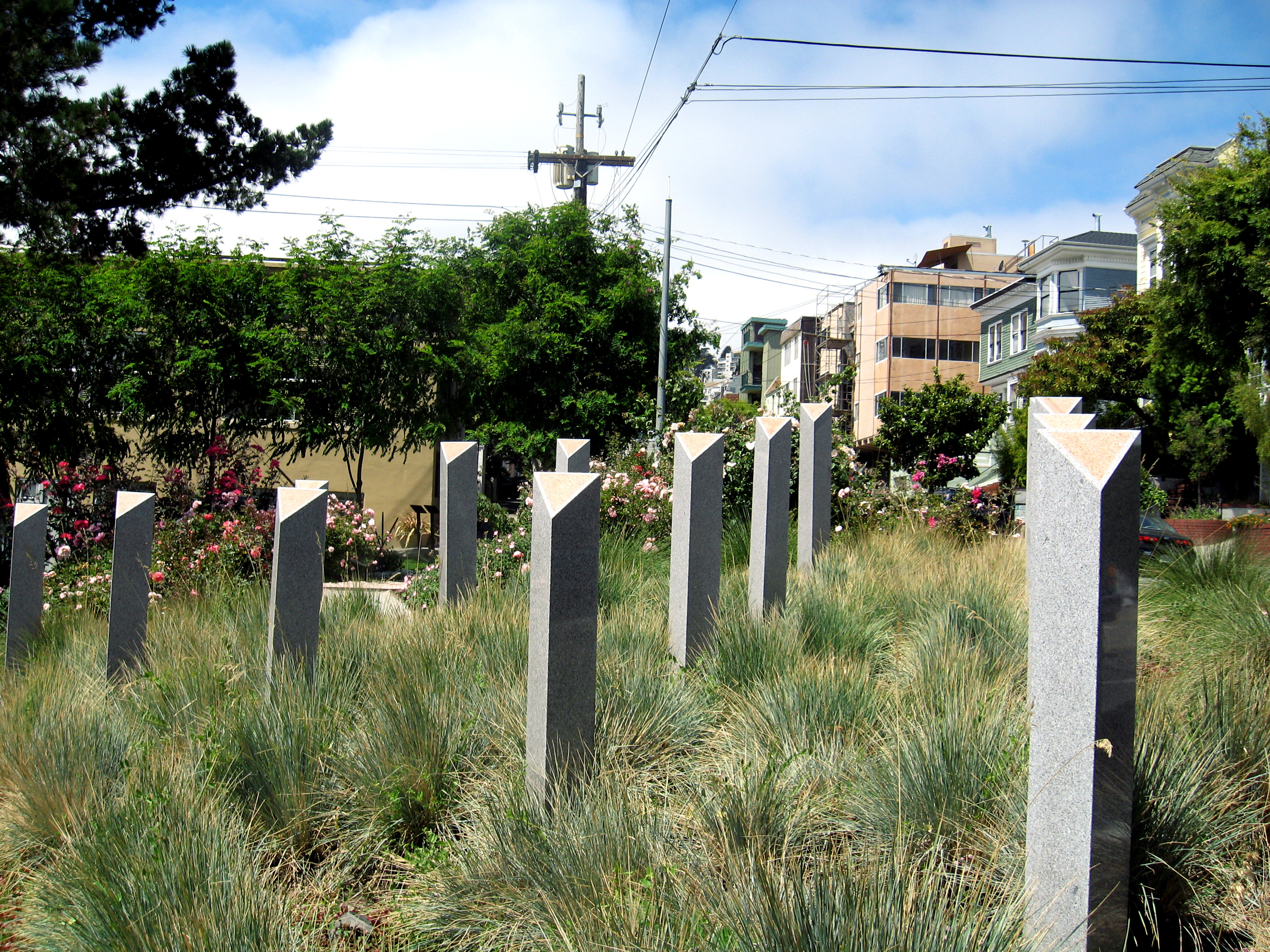
Parc dels triangles a San Francisco
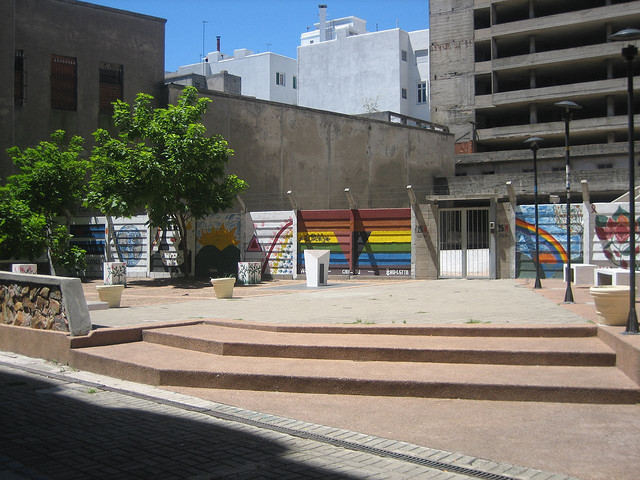
Plaça i monòlit de la diversitat sexual a Montevideo